# فيفيان ماير
فيفيان دوروثي ماير (بالإنجليزية: Vivian Maier)‏‏ 1 فبراير 1926 – 21 أبريل 2009 مصورة فوتوغرافية، وواحدة من أهم مصوري الشوارع في القرن العشرين، ولدت عام 1926 بمدينة نيويورك لأم فرنسية وأب ألماني، ظلت تلتقط الصور لمدة 40 عاما، ولم تعرف كمصورة وتنشر أعمالها إلا بعد وفاتها من خلال فيلم بعنوان: العثور على فيفيان ماير.

## النشأة
عاشت ماير في صغرها في دور عناية للأطفال، وتنقلت بين عدد من الآباء والأمهات البدلاء، وعملت كمربية للأطفال ومدبرة منزل في سن الـ 25، وخلال ذلك كانت تجري جولات في مدينة شيكاغو وتلتقط الصور للمارة، وللشوارع والمباني، وصورًا شخصية لها.
لم يسبق لفيفيان الزواج أو الإنجاب، ويعتقد أنها بدأت رحلة حول العالم التقطت خلالها صورا متنوعة في عام 1959، حيث زارت خلالها دول الفلبين، تايلاند، اليمن، مصر، إيطاليا، فرنسا، المغرب، كندا. كانت تحمل خلال تنقلاتها الكاميرا ألمانية الصنع Rolleiflex، وقد تحفظت ماير على نتاجها من الصور والأفلام، وعند وفاتها عام 2009 تم الحجر على ممتلكاتها من الأفلام ومعدات التصوير، وبيعت في مزاد علني.

### العثور على فيفيان
ظهرت أعمال فيفيان للعلن حين حصل شاب يدعى جون مالوف على صندوق يضم قرابة 40 ألف صورة نيجاتيف لأشخاص ومبان وطرقات من مدينة شيكاغو، التقطت ما بين الأعوام 1950- 1970، تتبع جون باقي مقتنيات فيفيان، وأفلامها وصورها وحصل على مجموعة كبيرة منها، ثم نشر جزء منها على موقع استضافة الصور فليكر، ومن حينها لاقت شهرة واسعة وتحدثت عنها وسائل الإعلام، وعرضت أعمالها في عدة معارض فنية في مدن أمريكية.
تحولت قصة فيفيان لفيلم وثائقي بعنوان العثور على فيفيان ماير، يتتبع الفيلم قصة العثور على إرث فيفيان الفني، وشهادات من أشخاص عاصروها وعائلات عملت في خدمتها وتربية أطفالها، الفيلم من كتابة وإخراج جون مالوف وتشارلي سيسيل، وعرض للمرة الأولى في العام 2013 بمهرجان تورونتو السينمائي الدولي.

## روابط خارجية
- فيفيان ماير على موقع IMDb (الإنجليزية)
- فيفيان ماير على موقع الموسوعة البريطانية (الإنجليزية)
- فيفيان ماير على موقع ميوزك برينز (الإنجليزية)
- فيفيان ماير على موقع ديسكوغز (الإنجليزية)